# Raúl Beceyro
Raúl Beceyro (1944) es un director de cine, crítico y fotógrafo de Argentina.
Es conocido por la película Nadie nada nunca (1988) que produjo y dirigió, basado en la novela del mismo nombre de Juan José Saer.  La película la protagonizó Antonio Germano, Marina Vásquez y Alicia Dolinsky y no fue estrenada comercialmente.
Conoció y fue inspirado por Saer en 1962 cuándo Saer era su profesor en el Instituto de Cine de Santa Fe.
Su libro Historia de fotografía en 10 imágenes, publicados en los 1980s, con fotografías discutidas no solo por la técnica y la estética sino en términos de qué dicen o representan.
Desde 1985 ha encabezado el Taller de Película de la Universidad Nacional del Litoral en Santa Fe.
Su libro "Fotogramas Santafesinos.  Instituto de Cinematografía de la UNL, 1956–1976" es una retrospectiva de esa institución dedicado al alumnado perdido.
Ha hecho varias películas documentales sobre aspectos diferentes de Santa Fe, donde vive, incluyendo una sobre la convención constitucional llevada a cabo en la ciudad, y otra en las elecciones 2007.

## Películas
Beceyro trabajó en varios roles en la industria del cine argentino:
- Escritor y asistente director de Palo y hueso (1968), dirigido por Nicolás Sarquís, basado en un cuento de Juan José Saer
- Escritor, productor y director de Nadie Nada Nunca (1998), también basada en una historia de Juan Jose Saer
- Sonido para Nadar contra la corriente (2002) y Bienal (2004)
- Escritor y director de Guadalupe / Imágenes de Santa Fe 1 (2000)
- Escritor y director de Jazz / Imágenes de Santa Fe 2 (2005).
- Escritor y director de 2007. Imágenes de Santa Fe 3 (2008)
- Documentales La noche de las cámaras despiertas (2002) y Dirigido por... (2005)

## Libros
- Raúl Beceyro (1978). Ensayos sobre fotografía. Editorial Arte y Libros.
- Raúl Beceyro, Dominique Ferré (1980). Henri Cartier-Bresson: Ensayo. Créatis. ISBN 968-5804-13-3. Raúl Beceyro, Dominique Ferré (1980). Henri Cartier-Bresson: Ensayo. Créatis. ISBN 968-5804-13-3.
- Raúl Beceyro (1980). Historia de la fotografía en 10 imágenes. Centro Editor de Am.Latina.
- Raúl Beceyro (1983). Sobre Elisa vida mia de Carlos Saura (Spanish Edition). Centre d'etudes hispaniques et hispano-americaines, Universite de Rennes. ISBN 2-900055-03-2. Raúl Beceyro (1983). Sobre Elisa vida mia de Carlos Saura (Spanish Edition). Centre d'etudes hispaniques et hispano-americaines, Universite de Rennes. ISBN 2-900055-03-2.
- Raúl Beceyro (1997). Cine y política: ensayos sobre cine argentino. Centro de Publicaciones, Universidad Nacional del Litoral.Centro de Publicaciones, Universidad Nacional del Litoral.
- Raúl Beceyro (2002). Apuntes De Cine. Centro de Publicaciones, Universidad Nacional del Litoral. ISBN 987-508-175-2. Raúl Beceyro (2002). Apuntes De Cine. Centro de Publicaciones, Universidad Nacional del Litoral. ISBN 987-508-175-2.
- Raúl Beceyro (2003). Raúl Beceyro (2003). Ensayos sobre fotografía. Paidós. ISBN 950-12-2718-9. Raúl Beceyro (2003). Ensayos sobre fotografía. Paidós. ISBN 950-12-2718-9.
- Raúl Beceyro (diciembre de 2008). Manual de Cine: Como Se Hace Un Film. Beatriz Vierbo Editora. ISBN 950-845-227-7. Raúl Beceyro (diciembre de 2008). Manual de Cine: Como Se Hace Un Film. Beatriz Vierbo Editora. ISBN 950-845-227-7.